# Saison 1984-1985 de la LAH
Saison précédente Saison suivante
La saison 1984-1985 de la Ligue américaine de hockey est la 49e saison de la ligue pendant laquelle treize équipes jouent chacune 80 matchs de saison régulière. Les Canadiens de Sherbrooke remportent la coupe Calder.

## Changement de franchises
- Les Jets de Sherbrooke cessent leurs activités.
- Les Voyageurs de la Nouvelle-Écosse déménagent à Sherbrooke et deviennent les Canadiens de Sherbrooke.
- Les Oilers de la Nouvelle-Écosse intègrent la ligue dans la division Nord.
- Les Alpines de Moncton sont renommés en Golden Flames de Moncton

## Saison régulière

### Classement
| Clt   | Équipe                       | PJ | V  | D  | N  | BP  | BC  | Pts |
| ----- | ---------------------------- | -- | -- | -- | -- | --- | --- | --- |
| +001, | Mariners du Maine            | 80 | 38 | 32 | 10 | 296 | 266 | 86  |
| +002, | Express de Fredericton       | 80 | 36 | 36 | 8  | 279 | 301 | 80  |
| +003, | Canadiens de Sherbrooke      | 80 | 37 | 38 | 5  | 323 | 329 | 79  |
| +004, | Oilers de la Nouvelle-Écosse | 80 | 36 | 37 | 7  | 292 | 295 | 79  |
| +005, | Red Wings de l'Adirondack    | 80 | 35 | 37 | 8  | 290 | 336 | 78  |
| +006, | Golden Flames de Moncton     | 80 | 32 | 40 | 8  | 291 | 300 | 72  |

| Clt   | Équipe                     | PJ | V  | D  | N  | BP  | BC  | Pts |
| ----- | -------------------------- | -- | -- | -- | -- | --- | --- | --- |
| +001, | Whalers de Binghamton      | 80 | 52 | 20 | 8  | 388 | 265 | 112 |
| +002, | Skipjacks de Baltimore     | 80 | 45 | 27 | 8  | 326 | 252 | 98  |
| +003, | Americans de Rochester     | 80 | 40 | 27 | 13 | 333 | 301 | 93  |
| +004, | Indians de Springfield     | 80 | 36 | 40 | 4  | 322 | 326 | 76  |
| +005, | Nighthawks de New Haven    | 80 | 31 | 41 | 8  | 315 | 341 | 70  |
| +006, | Bears de Hershey           | 80 | 26 | 43 | 11 | 315 | 339 | 63  |
| +007, | Saints de Saint Catharines | 80 | 24 | 50 | 6  | 272 | 391 | 54  |

- En gras : qualifiés pour les séries

### Meilleurs pointeurs
| Joueur         | Équipe                       | PJ | B  | A  | Pts | Pun |
| -------------- | ---------------------------- | -- | -- | -- | --- | --- |
| Paul Gardner   | Whalers de Binghamton        | 64 | 51 | 79 | 130 | 10  |
| Claude Verret  | Americans de Rochester       | 76 | 40 | 53 | 93  | 12  |
| Pierre Rioux   | Golden Flames de Moncton     | 69 | 25 | 66 | 91  | 14  |
| Steve Thomas   | Saints de Saint Catharines   | 64 | 42 | 48 | 90  | 56  |
| Bruce Eakin    | Golden Flames de Moncton     | 78 | 35 | 48 | 83  | 60  |
| Larry Floyd    | Mariners du Maine            | 72 | 30 | 51 | 81  | 24  |
| Claude Larose  | Canadiens de Sherbrooke      | 77 | 36 | 43 | 79  | 4   |
| Serge Boisvert | Canadiens de Sherbrooke      | 63 | 38 | 41 | 79  | 8   |
| Ray Cote       | Oilers de la Nouvelle-Écosse | 79 | 36 | 43 | 79  | 63  |
| Grant Martin   | Express de Fredericton       | 65 | 31 | 47 | 78  | 78  |
| Mike Siltala   | Whalers de Binghamton        | 75 | 42 | 36 | 78  | 53  |

## Séries éliminatoires
Les quatre premiers de chaque division sont qualifiés pour les séries. Toutes les séries sont disputées au meilleur des sept matchs.
- Le premier de chaque division rencontre le quatrième pendant que le deuxième affronte le troisième.
- Les vainqueurs s'affronte en finale de division.
- Les gagnants de chaque moitié de tableau jouent la finale de la coupe Calder[3].

|  | Demi-finales de division | Demi-finales de division | Demi-finales de division | Demi-finales de division |    |            | Finales de division | Finales de division | Finales de division | Finales de division |  |  | Finale de la Coupe Calder | Finale de la Coupe Calder | Finale de la Coupe Calder | Finale de la Coupe Calder |
|  |                          |                          |                          |                          |    |            |                     |                     |                     |                     |  |  |                           |                           |                           |                           |
|  |                          |                          |                          |                          |    |            |                     |                     |                     |                     |  |  |                           |                           |                           |                           |
|  |                          |                          |                          |                          |    |            |                     |                     |                     |                     |  |  |                           |                           |                           |                           |
|  | N1                       | Maine                    | 4                        | 4                        |    |            |                     |                     |                     |                     |  |  |                           |                           |                           |                           |
|  | N1                       | Maine                    | 4                        | 4                        |    |            |                     |                     |                     |                     |  |  |                           |                           |                           |                           |
|  | N4                       | Nouvelle-Écosse          | 2                        | 2                        |    |            |                     |                     |                     |                     |  |  |                           |                           |                           |                           |
|  | N4                       | Nouvelle-Écosse          | 2                        | 2                        | N1 | Maine      | 1                   | 1                   |                     |                     |  |  |                           |                           |                           |                           |
|  |                          |                          |                          |                          | N1 | Maine      | 1                   | 1                   |                     |                     |  |  |                           |                           |                           |                           |
|  |                          |                          | N3                       | Sherbrooke               | 4  | 4          |                     |                     |                     |                     |  |  |                           |                           |                           |                           |
|  | N3                       | Sherbrooke               | N3                       | Sherbrooke               | 4  | 4          | 4                   | 4                   |                     |                     |  |  |                           |                           |                           |                           |
|  | N3                       | Sherbrooke               |                          |                          |    |            |                     | 4                   |                     |                     |  |  |                           |                           |                           |                           |
|  | N2                       | Fredericton              | 2                        | 2                        |    |            |                     |                     |                     |                     |  |  |                           |                           |                           |                           |
|  | N2                       | Fredericton              | 2                        | 2                        | N3 | Sherbrooke | 4                   | 4                   |                     |                     |  |  |                           |                           |                           |                           |
|  |                          |                          |                          |                          | N3 | Sherbrooke | 4                   | 4                   |                     |                     |  |  |                           |                           |                           |                           |
|  |                          |                          | S2                       | Baltimore                | 2  | 2          |                     |                     |                     |                     |  |  |                           |                           |                           |                           |
|  | S1                       | Binghamton               | S2                       | Baltimore                | 2  | 2          | 4                   | 4                   |                     |                     |  |  |                           |                           |                           |                           |
|  | S1                       | Binghamton               |                          |                          |    |            |                     |                     |                     |                     |  |  |                           |                           |                           |                           |
|  | S4                       | Springfield              | 0                        | 0                        |    |            |                     |                     |                     |                     |  |  |                           |                           |                           |                           |
|  | S4                       | Springfield              | 0                        | 0                        | S1 | Binghamton | 0                   | 0                   |                     |                     |  |  |                           |                           |                           |                           |
|  |                          |                          |                          |                          | S1 | Binghamton | 0                   | 0                   |                     |                     |  |  |                           |                           |                           |                           |
|  |                          |                          | S2                       | Baltimore                | 4  | 4          |                     |                     |                     |                     |  |  |                           |                           |                           |                           |
|  | S3                       | Rochester                | S2                       | Baltimore                | 4  | 4          | 1                   | 1                   |                     |                     |  |  |                           |                           |                           |                           |
|  | S3                       | Rochester                |                          |                          |    |            |                     | 1                   |                     |                     |  |  |                           |                           |                           |                           |
|  | S2                       | Baltimore                | 4                        | 4                        |    |            |                     |                     |                     |                     |  |  |                           |                           |                           |                           |
|  | S2                       | Baltimore                | 4                        | 4                        |    |            |                     |                     |                     |                     |  |  |                           |                           |                           |                           |
|  |                          |                          |                          |                          |    |            |                     |                     |                     |                     |  |  |                           |                           |                           |                           |

## Trophées

### Trophées collectifs
| Coupe Calder : Vainqueurs des séries                        | Canadiens de Sherbrooke |
| Trophée F.-G.-« Teddy »-Oke : Champions de la division Nord | Mariners du Maine       |
| Trophée John-D.-Chick : Champions de la division Sud        | Whalers de Binghamton   |

### Trophées individuels
| Trophée Les-Cunningham : Meilleur joueur de la saison                                 | Paul Gardner (Whalers de Binghamton)      |
| Trophée John-B.-Sollenberger : Meilleur pointeur                                      | Paul Gardner (Whalers de Binghamton)      |
| Trophée Dudley-« Red »-Garrett : Meilleure recrue                                     | Steve Thomas (Saints de Saint Catharines) |
| Trophée Eddie-Shore : Meilleur défenseur de la saison                                 | Richie Dunn (Whalers de Binghamton)       |
| Trophée Aldege-« Baz »-Bastien : Meilleur gardien                                     | Jon Casey (Skipjacks de Baltimore)        |
| Trophée Harry-« Hap »-Holmes : Gardien(s) de l'équipe ayant encaissé le moins de buts | Jon Casey (Skipjacks de Baltimore)        |
| Trophée Louis-A.-R.-Pieri : Meilleur entraîneur de la saison                          | Bill Dineen (Red Wings de l'Adirondack)   |
| Trophée Fred-T.-Hunt : Joueur au meilleur esprit sportif'                             | Paul Gardner (Whalers de Binghamton)      |
| Trophée Jack-A.-Butterfield : Meilleur joueur des séries                              | Brian Skrudland (Canadiens de Sherbrooke) |